# 程坤
程坤，中华人民共和国政治人物、全国脱贫攻坚先进个人。

## 生平
程坤任云南省发展和改革委员会易地扶贫搬迁处处长。因在脱贫攻坚战中作出突出贡献，2021年2月25日全国脱贫攻坚总结表彰大会上，程坤被授予“全国脱贫攻坚先进个人”。